# Euphorbia guiengola
Euphorbia guiengola är en törelväxtart som beskrevs av William Russell Buck och Michael J. Huft. Euphorbia guiengola ingår i släktet törlar, och familjen törelväxter. Inga underarter finns listade i Catalogue of Life.

## Bildgalleri

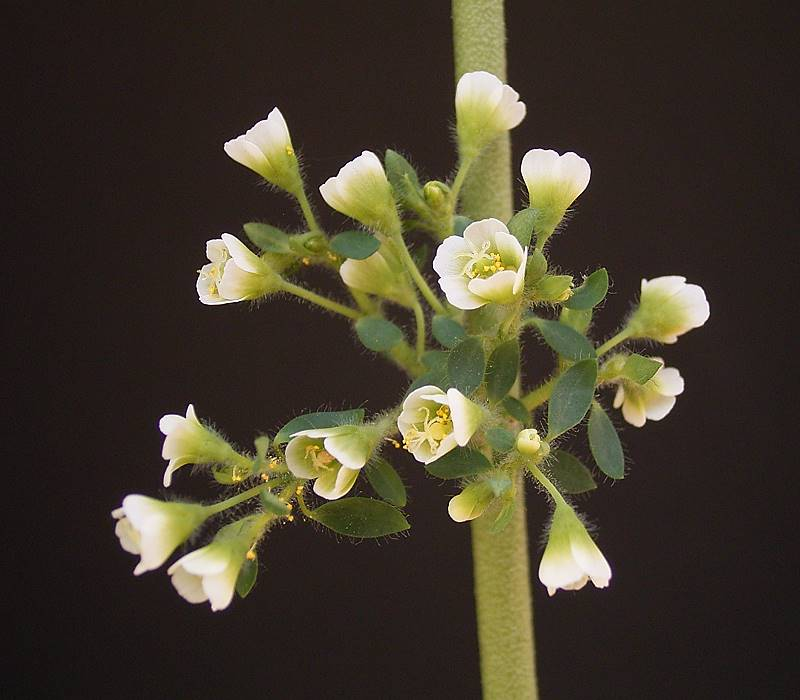
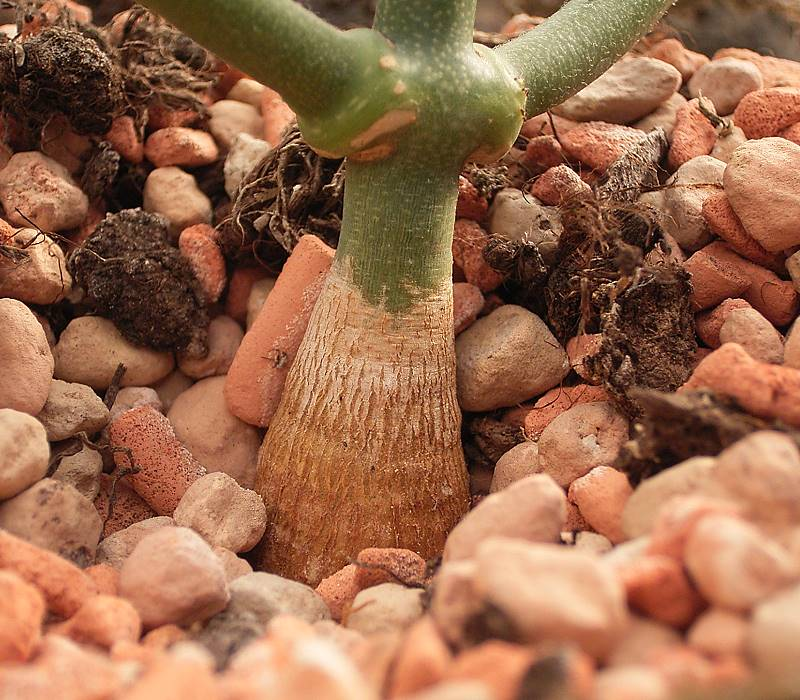
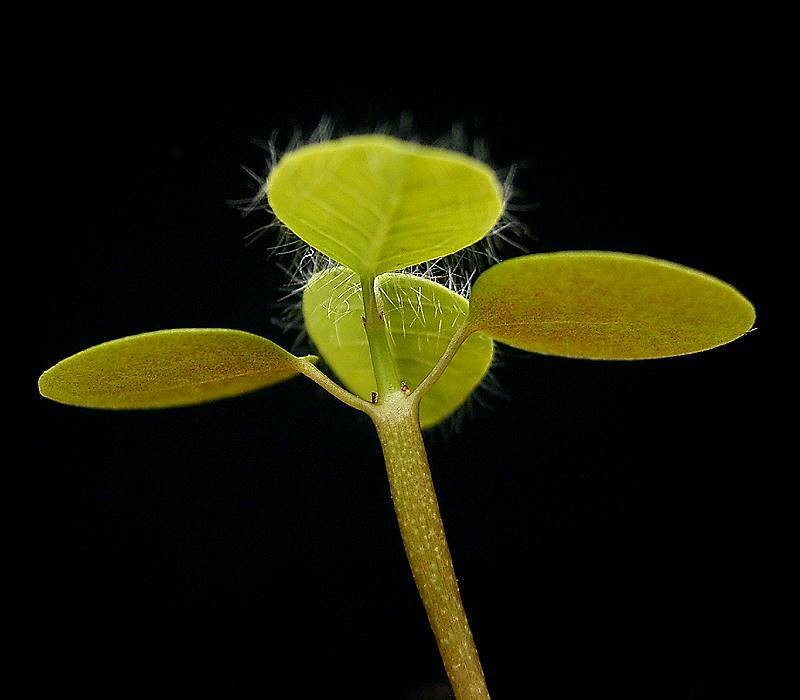
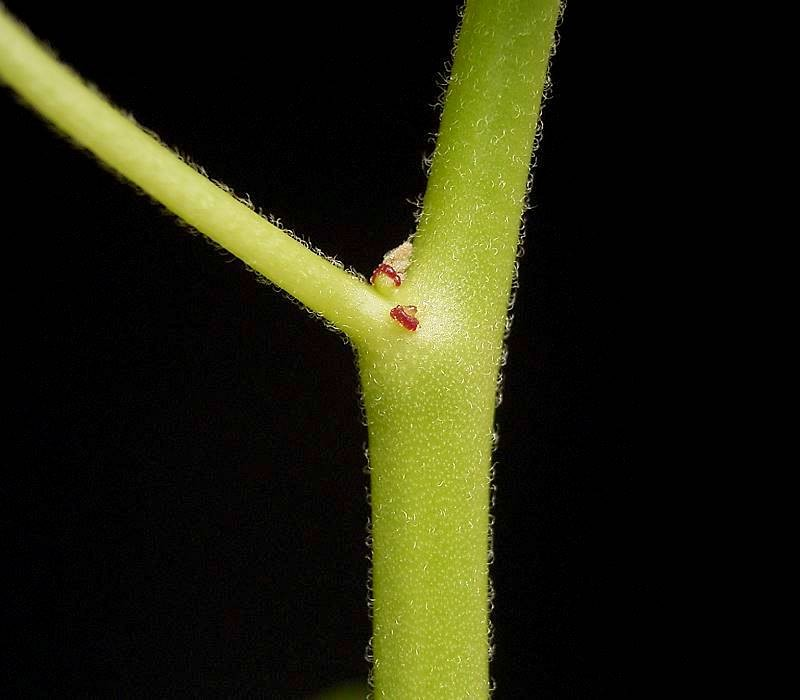